# Засоле
Засоле (пол. Zasole) — село в Польщі, у гміні Бжеще Освенцимського повіту Малопольського воєводства.
Населення — 777 осіб (2011).
У 1975—1998 роках село належало до Катовицького воєводства.

## Демографія
Демографічна структура станом на 31 березня 2011 року:
|          | Загалом | Допрацездатний вік | Працездатний вік | Постпрацездатний вік |
| -------- | ------- | ------------------ | ---------------- | -------------------- |
| Чоловіки | 385     | 78                 | 266              | 41                   |
| Жінки    | 392     | 76                 | 241              | 75                   |
| Разом    | 777     | 154                | 507              | 116                  |